# Dzsámel Zituni
Dzsámel bin Mohamed Zituni (arabul: جمال بن محمد زيتوني) eredeti nevén Abu Abdul-Rahman Amine (Birkhadem, 1964. január 5. – Tamesguida, 1996. július 16.) algériai iszlamista terrorista, az algériai polgárháborúban meghatározó szerepet játszó Algériai Iszlamista Hadsereg (GIA) nevű terrorcsoport vezére 1994-től 1996-ig. Zituni emberei több merénylet elkövetéséért is felelősek voltak Franciaországban, míg Algériában mészárlásokat műveltek civilek ellen, ami miatt az Al-Káida is megvonta a támogatást a csoporttól.

## A kezdetek
Zituni egy baromfikereskedő családban született Algír tartományban. Tökéletesen beszélt franciául és elvégezte a középiskolát is, de 16 éves korában kibukott az egyetemről. Az iszlám vallásról csak egyénileg szerzett ismereteket a Takfir val Hidzsra szektán keresztül, amely jelen volt a nagyobb algériai városokban.
23 évesen már tagja volt a formálódó iszlamista mozgalmaknak és nagy hatást gyakorolt rá Musztafa Bujalik imám, akit 1987-ben megöltek. Zituni gyerekkori barátja, Seriff Guszmi volt Bujalik testőre. 1992 januárjában Zitunit letartóztatták és 1993-ig különféle szaharai fogolytáborokban tartották fogva.

## Tevékenysége
Zituni már 1993 januárjában létrehozott egy kisebb, saját szakállára ténykedő terroristacsoportot a Katibet El-Mut-ot (magyarul: A halál csapata). 1993. október 24-én ez a csoport rabolta el az algíri francia konzulátus három tisztviselőjét, Jean-Claude Thévenotot, Michèle Thévenotot és Alain Freissier-t, Őket Abdelbaki Szahraujt, az Iszlám Üdvfront (a FIS) társalapítójának közbenjárására engedték szabadon.
A Katibet ezután beolvadt az ultraszélsőséges GIA-ba. Zituni emberei 1994. március 22-én meggyilkolták az algíri informatikai vállalat francia főnökét, Roger-Michel Drouaire-t és fiát, Pascalt. Augusztus 3-án a francia nagykövetség ellen elkövetett támadásban további öt embert öltek meg, ezzel Zituni szerepe a GIA-ban megnőtt, amit ekkor még Guszmi irányított.

### A GIA élén
Zituni elődjeit is meghaladó szélsőséges látásmódról és kegyetlenségről tett tanúbizonyságot, aki háborút hirdetett nemcsak az algériai kormány és a rivális ellenzéki csoportok, mint a FIS ellen, de célba vette a teljes algériai társadalmat és Franciaországot is. Zutini 1994. szeptember 26-án valószínűleg megölte Guszmit és átvette a GIA irányítását, mint emír. 1994. október 5-én megszállta a Bir Hadem főiskolát, ahol kötelezővé tette a női dolgozóknak, hogy fátyolozzák el magukat és megtiltotta a keresztesek nyelvének, a franciának a használatát.
1995 februárjában elrendelte, hogy ki kell végezni a hitetlenek feleségeit azokért a tiszta muszlim nőkért, akiket a rezsim börtönbe zárt. Továbbá istentelennek ítélte a többi, a kormánnyal is szembenálló fegyveres csoportot (így a radikális Muszlim Testvériséget vagy a dzsazirsta szektát), akiket utasított, hogy tartsanak bűnbánatot, ha el akarják kerülni a halált. 1995. május 3-án az El-Hajat szaúdi lapnak nyilatkozta, hogy minden hitetlen anyja, nővére és felesége halállal lakol, aki szervezete ellen merészel harcolni.
Eleinte a FIS külföldi tagjai úgy gondolták, hogy a GIA-n belül a rezsim ügynökei tevékenykednek, akik így uszítják Zitunit ellenük.
A Zituni vezette GIA az Algírtól délre eső területeket uralma alá hajtotta, amit szabad iszlám zónának nevezett ki, míg mások a területet a halál háromszögé-nek nevezték el. A csoport Londonból működtetett Al-Anszar néven egy újságot, amelyben részletes kifejtette indokait, amiért civileket kell megölni. E tekintetben a szélsőséges szalafista Abu Katada al-Filisztini nézeteit követte.
1995. január 30-án egy rendkívül véres merényletet művelt a csoport Algírban, ahol 42-en meghaltak és 300-an megsebesültek. A következő hónapokban még egy sor támadást hajtott végre a GIA a civilek és a többi ellenzéki csoport, valamint azok támogatói ellen, amelynek ezres nagyságrendű halálos áldozatai voltak.
1995 márciusától egy több összecsapás folyt a GIA és az Iszlám Üdvhaderő (AIS) között. Zitunit mérhetetlenül feldühítette, hogy az AIS és a FIS tárgyalások útján próbálja rendezni a konfliktust az algíri kormánnyal. Július 11-én meg nem erősített információk szerint a GIA gyilkolhatta meg Párizsban Abdelbaki Szahraujt.
1995-ben Algériában választásokat írtak ki, amit Zituni véres erőszakkal akart lehetetlenné tenni. A lakossághoz többször élt felszólítással, hogy mindenkire halál vár, aki az urnák elé járul. A GIA-n belül viszont széthúzás jelei mutatkoztak, mivel az egyes vezetők ellenezni kezdték az erőszakot, válaszul Zituni megölette őket is. Az Al-Anszarban eleinte a biztonsági erőket okolták a gyilkosságokkal, de később elismerték, hogy az illetőket ki kellett végezni, mert eretnekké váltak azzal, hogy a dzsazaristákhoz szegődtek.
Elterjedt viszont az a hír, hogy a gyilkosságokért a GIA-ba beépült DRS (az algériai titkosszolgálat) ügynökök voltak a felelősek, ami további dezertálásokat okozott a csoportnál. Több alvezér, így Ali Benhadzsar, Musztafa Kartali és Hasszán Hatab tagadták meg a parancsokat Zituninak (utóbbi a GIA utódszervezetének, a Szalafista Csoport az Imáért és a Harcért csoportnak lett később a feje). Ezzel együtt a GIA kezdte elveszíteni külső támogatását is (elsőként Egyiptomból, később már Oszama bin Ládentől is).

## Terrortámadások Franciaországban
Zituni Franciaország ellen azért kezdett terrorhadjáratba, mert a francia kormány támogatta az algériai rezsimet a polgárháború alatt. A terrorakciók célja az volt, hogy a franciák visszavonják a támogatást.
Az első akciója a Zituni vezette GIA-nak 1994 decemberében volt, amikor eltérítették az Air France 8969-es Algírból Párizsba tartó járatát. A céljuk az volt, hogy a gép Párizs felett zuhanjon le, de egy GIA dezertőr, Omár Nasziri információkkal szolgált a terrorelhárítóknak, akik Marseilles-nél sikeres akcióban visszafoglalták a gépet.
A GIA 1995 júliusa és októbere között párizsi lyoni tömegközlekedési eszközökön hajtott végre pokolgépes merényleteket, amelyben 8-an haltak meg és 190-en megsérültek. További merényleteket ugyan sikerült meggátolni. 1996. december 3-án azonban a GIA-nak sikerült robbantásos merényletet végrehajtani a Port-Royal-des-Champs Abbey metró ellen, ahol már egyszerre 9-en haltak meg.
1995. augusztus 19-én Zituni levélben szólította fel Jacques Chirac francia miniszterelnököt, hogy térjen át az iszlám hitre.
Október 6-án, egy Kairóban kiadott közleményben Zituni elismerte, hogy ő és szervezete okozta a franciaországi merényleteket, amiket ő a dzsihád részének nevezte, s kijelentette, a cél, hogy az iszlám leigázza Franciaországot.

## Halála
1996 március 27-én a GIA meggyilkolt hét francia szerzetest, akiket előző nap egy atlaszi kolostorból raboltak el. A szerzeteseket lefejezték, fejüket egy Algírba vezető országút mentén hagyták.
1996 júliusában viszont Zituni is halott volt. Egyes feltételezések szerint egy iszlamista ölte meg Mohamed Szaid és Abderrazak Redzsem vezetők meggyilkolása miatti bosszúból. Más verziók szerint a vele szembeforduló Benhadzsar végzett vele.
Halála után, 1997-ben volt DRS ügynökök azt állították, hogy Zituni valójában a rezsim embere volt, aki merényleteivel és a tömeggyilkosságokkal azt a célt akarta elérni, hogy a kormányellenes erők (főleg a FIS és az AIS) elveszítsék minden támogatásukat a civil lakosság részéről. Ebben az évben történt a különösen kegyetlen bentalhai mészárlás Algír mellett, amelyet GIA terroristák követtek el.
Zituni halála előtt egy 62 oldalas röpiratot is írt, amelyben kifejti a maga nézeteit a szalafizmusról. Ebben leírja, hogy minden muszlimnak megkérdőjelezhetetlen kötelessége és célja kell legyen harcolni minden egyes hitetlen, a zsidók és a keresztények ellen. A GIA-ból való kilépésért pedig halál jár. Zituni írásában kijelenti, hogy az ellenséget minden létező eszközzel ölni kell, s nem lehet megkímélni senkit, sem nőket, gyerekeket vagy erőtleneket.